# 75 Secondes pour survivre
 (décembre 2017).
Pour plus de détails, voir Fiche technique et Distribution.
75 Secondes pour survivre (titre original : 7eventy 5ive) est un film d'horreur américain réalisé par Brian Hooks (en) et Deon Taylor (en) et sorti en 2007.

## Synopsis
Ils ont inventé un jeu, le principe est simple, tu dois appeler une personne au hasard et la tenir au bout du fil pendant soixante-quinze secondes et lui faire croire que tout ce que tu lui dis est la stricte vérité, si il/elle raccroche tu perds ! Mais que se passe-t-il quand la personne à l'autre bout ne veut pas raccrocher et se met à son tour à jouer avec eux ? Ils auraient mieux fait de réviser leurs examens plutôt que s'isoler dans une grande maison éloignée de tout. Ne faites jamais de blagues au téléphone.

## Fiche technique
- Titre original : 7eventy 5ive / Dead Tone
- Titre français : 75 Secondes pour survivre
- Réalisation : Brian Hooks (en) & Deon Taylor (en)
- Scénario : Brian Hooks (en), Deon Taylor (en) & Vashon Nutt
- Montage : Lane Baker
- Musique : Vincent Gillioz
- Production : Brian Hooks (en), Deon Taylor (en) & Lisa Diane Washington
- Société de production : Codeblack Entertainment (en) & Screen Media Films (en)
- Pays d'origine :  États-Unis
- Genre : Film d'horreur, Slasher
- Budget : 3 000 000 USD
- Durée : 100 minutes
- Dates de sortie : 
  - États-Unis : 24 août 2007
  - États-Unis : 9 février 2010 (en DVD)
- Interdit aux moins de 16 ans

## Production
Le film a été produit par la société de production de Magic Johnson.

## Tournage
Le tournage a eu lieu en 2005 à Sacramento (Californie).

## Distribution
- Brian Hooks (en) : Marcus
- Antwon Tanner : Kareem
- Cherie Johnson (en) : Roxy
- Aimee Garcia : Jody Walters
- Jud Tylor : Karina
- Wil Horneff : Scott/Josh
- Jonathan Chase : Brandon O'Connell
- Samuel Davis : Ryan
- Germán Legarreta (en) : Shawn
- Austin Basis (en) : Lucius « Crazy Cal » Dupree
- Rutger Hauer : Détéctive John Criton
- Gwendoline Yeo : Détéctive Ann Hastings
- Jacqueline Mietus : Lisa
- Ellen Woglom : Becky
- Derek Rook : William/Josh
- Sierra Tubbs : Melissa
- Tyler Rook : Stephen
- Denyce Lawton : Anna
- Kyle Turley (en) : Le tueur
- Josh Hammond (en) : Chuck Newton
- Soraya Kelley : Julie
- Kurt A. Johnson : Mr. Whaley

## Musique
La musique a été composée par Vincent Gillioz.

## Sortie
Le film connu sa première sortie dans le cadre du marché de Cannes le 16 mai 2007 et connu ses débuts en Amérique le 23 juillet 2007 au Sacramento Film Festival (en). Le DVD quant à lui sortira plus tard, le 9 février 2010 par Screen Media (en).